# Boletina dispecta
Boletina dispecta är en tvåvingeart som beskrevs av Dziedzicki 1885. Boletina dispecta ingår i släktet Boletina och familjen svampmyggor. Arten är reproducerande i Sverige. Inga underarter finns listade i Catalogue of Life.